# الزواج بين الأديان في الإسلام

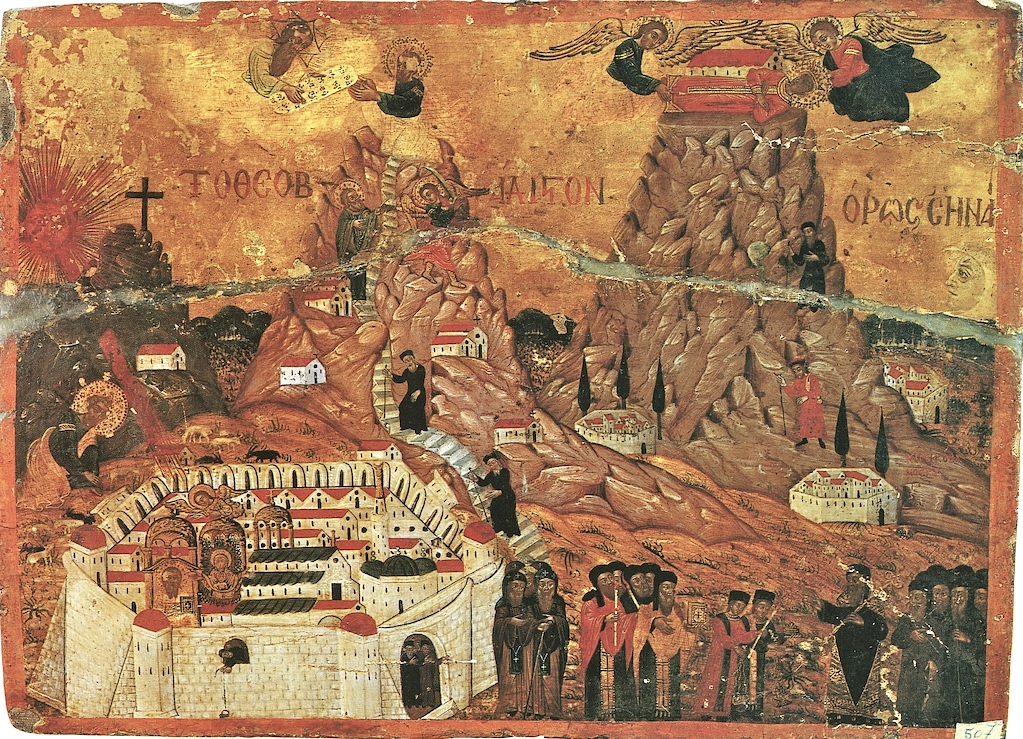
أيقونة تصور توقيع المعاهدة بين محمد ودير سانت كاترين الذي يسمح بالزواج بين الأديان بين المسلمين والمسيحيين، كما تمت مناقشته في أشتينامة محمد.

يتم الاعتراف بالزواج بين الأديان بين المسلمين وغير المسلمين "أهل الكتاب" (عادة ما يتم تعدادهم كاليهود والمسيحيين والصابئة)، وفقًا للتفسير التقليدي للشريعة الإسلامية (الشريعة)، يُسمح للرجل المسلم بالزواج من امرأة مسيحية أو يهودية ولكن هذا الحكم لا ينطبق على النساء اللواتي ينتمين إلى جماعات دينية أخرى غير مسلمة، في حين أن المرأة المسلمة لا يجوز الزواج من رجل غير مسلم من أي جماعة دينية غير مسلمة.
وفي حالة الزواج الإسلامي المسيحي، والذي لا يتم عقده إلا بعد الحصول على إذن من الطرف المسيحي، فلا يجوز منع الزوج المسيحي من حضور الكنيسة للصلاة والعبادة، وفقا لأشتينامة محمد، وهي معاهدة بين المسلمين، وسجل المسيحيون بين محمد ودير سانت كاترين.
في بعض المجتمعات خارج دار الإسلام، ليس من غير المألوف الزواج بين المسلمين وغير المسلمين، بما في ذلك الزيجات التي تتعارض مع الفهم السني التاريخي للإجماع (إجماع الفقهاء) فيما يتعلق بحدود الشرعية، تقليد الإسلام الإصلاحي والتقدمي، ومع ذلك يسمح بالزواج بين المرأة المسلمة ورجل غير مسلم، ومن بين علماء المسلمين الذين يؤيدون هذا الرأي خليل محمد، ودائي عبد الله، وحسن الترابي، وغيرهم.

## التقاليد الإسلامية
بشكل عام، يأمر القرآن الرجال المسلمين بعدم الزواج من غير المسلمات، ويأمر النساء المسلمات بعدم الزواج من رجال غير مسلمين، ولكنه يسمح للرجال المسلمين بالزواج من نساء أهل الكتاب (عادة اليهود والنصارى والصابئة)، ولا يتم تقديم مثل هذه الخيارات للنساء، وبعض العلماء المسلمين لا يشجعون جميع الزيجات بين الأديان، مستشهدين بالاختلافات الثقافية بين المسلمين وغير المسلمين.
وفي حالة الزواج الإسلامي المسيحي، الذي لا يتم عقده إلا بعد الحصول على إذن من الطرف المسيحي، فلا يجوز منع الزوج المسيحي من حضور الكنيسة للصلاة والعبادة، وفقا لمعاهدة محمد (لأشتينامة محمد)، وهي معاهدة بين المسلمين والمسيحيون، بين محمد ودير سانت كاترين.
وفي الولايات المتحدة، على سبيل المثال، حوالي واحد من كل عشرة مسلمين متزوج من غير مسلمين، بما في ذلك حوالي واحد من كل ستة مسلمين تحت سن الأربعين وحوالي 20٪ من المسلمين الذين يصفون أنفسهم بأنهم أقل تديناً، تقليد الإسلام الإصلاحي والتقدمي، ومع ذلك, يسمح بالزواج بين المرأة المسلمة ورجل غير مسلم، بناء علي رأي أقلية من علماء المسلمين ومن بين علماء المسلمين الذين يؤيدون هذا الرأي خليل محمد، ودائي عبد الله، وحسن الترابي، وغيرهم.

## الممارسة الحديثة
على الرغم من أن الإسلام السني يحظر على النساء المسلمات الزواج من رجال غير مسلمين، إلا أن الزواج بين النساء المسلمات والرجال غير المسلمين يحدث بمعدلات ملفة، مما يتعارض مع الفهم السني التقليدي للإجماع، كما أصبح التقليد الحديث للإسلام الإصلاحي والتقدمي يسمح بالزواج بين المرأة المسلمة والرجال غير المسلمين، مع رأي علماء المسلمين في هذا الرأي بما في ذلك خليل محمد, دائي عبد الله، وحسن الترابي, من بين أمور أخرى في الولايات المتحدة، حوالي 10% من النساء المسلمات متزوجات اليوم من رجال غير مسلمين.
تسمح العديد من الدول العربية بالزواج بين الأديان للنساء المسيحيات أو اليهود، ولكن ليس للرجال المسيحيين أو اليهود. ففي لبنان على سبيل المثال، لا يوجد قانون مدني للأحوال الشخصية، ويتم عقد الزواج حسب دين الزوجين، وتسمح تركيا بالزواج بين النساء المسلمات والرجال غير المسلمين من خلال القوانين العلمانية، وفي تونس منذ 16 سبتمبر 2017، أصبح بإمكان المرأة المسلمة الزواج رسمياً من رجل من أي دين، أو من رجل لا دين له، وفي ماليزيا يجب على غير المسلم أن يعتنق الإسلام حتى يتمكن من الزواج من مسلم، ويكون نسل مثل هذه الزيجات مسلمًا تلقائيًا.
وأظهرت الدراسات الحديثة في البلدان ذات الأغلبية المسلمة أن مواقف الوالدين أكثر سلبية تجاه زواج الابنة مقارنة بالابن، وأن "المعتقد الديني الأقوى كان مرتبطًا بمواقف أكثر سلبية"، وإن كان أقل في حالة المسلمين الذين اعتبروا الإسلام والمسيحية أكثر تشابهًا من الاختلاف.

## أنظر أيضا
- ردة (إسلام)
- تزاوج بين أتباع أديان مختلفة
- زواج مختلط